# Галанда, Джакомо
Джакомо «Джек» Галанда (итал. Giacomo "Jack" Galanda; родился 30 января 1975) ― итальянский профессиональный баскетболист, игравший на позициях тяжёлого форварда и центрового.

## Профессиональная карьера
Галанда родился в городе Удине, Фриули. Начал играть в юношеской команде «Скалигера Верона», в составе которой он дебютировал в Итальянской лиге 17 октября 1993 года. После четырёх лет игры в составе команды «Скалигера Верона» перешёл по обмену в клуб Фортитудо Болонья. Однако в своём первом сезоне (1997-98) находился в резерве после Грегора Фучки и имел ограниченное влияние на игру.
В 1998 году был отдан в аренду в Варезе, где стал капитаном команды, которая, на удивление, одержала победу в чемпионате Итальянской лиги. Затем Галанда вернулся в Болонью, где и оставался до 2003 года, когда перешёл по обмену в Сиену. Выиграл ещё два чемпионата Итальянской лиги в 2000 и 2004 годах. В сезоне 2005-06 года Галанда играл в составе клуба «Олимпия Милан». С 2006 по 2011 год выступал за Варезе. В 2011 году подписал контракт с Джорджио Тэси. В мае 2014 года объявил об окончании своей спортивной карьеры.

## Итальянская сборная
Галанда дебютировал в составе мужской итальянской сборной по баскетболу в 1997 году и вскоре стал одним из наиболее известных игроков своей страны. Среди его успехов следует отметить серебряные и золотые медали на чемпионате Европы по баскетболу (в 1997 и 1999 годах, соответственно), а также серебряную медаль на летних Олимпийских играх 2004 года в Афинах.